# Бразюнас, Владас
Вла́дас Бразю́нас (лит. Vladas Braziūnas; род. 17 февраля 1952, Пасвалис) — литовский поэт, эссеист, переводчик; лауреат Национальной премии Литвы в области культуры и искусства (2013) и других литературных премий.

## Биография
В 1969 году окончил среднюю школу в Пасвалисе. В 1962—1972 годах изучал журналистику в Вильнюсском университете. В 1997 году окончил университет по специальности литовский язык и литература. Работал в редакциях газет «Гимтасис краштас» („Gimtasis kraštas“), «Литература ир мянас» („Literatūra ir menas“), «Летувос ритас» („Lietuvos rytas“) и других периодических изданиях.
С 1988 года член Союза писателей Литвы. С 1996 года занимается исключительно литературным творчеством.

## Творчество

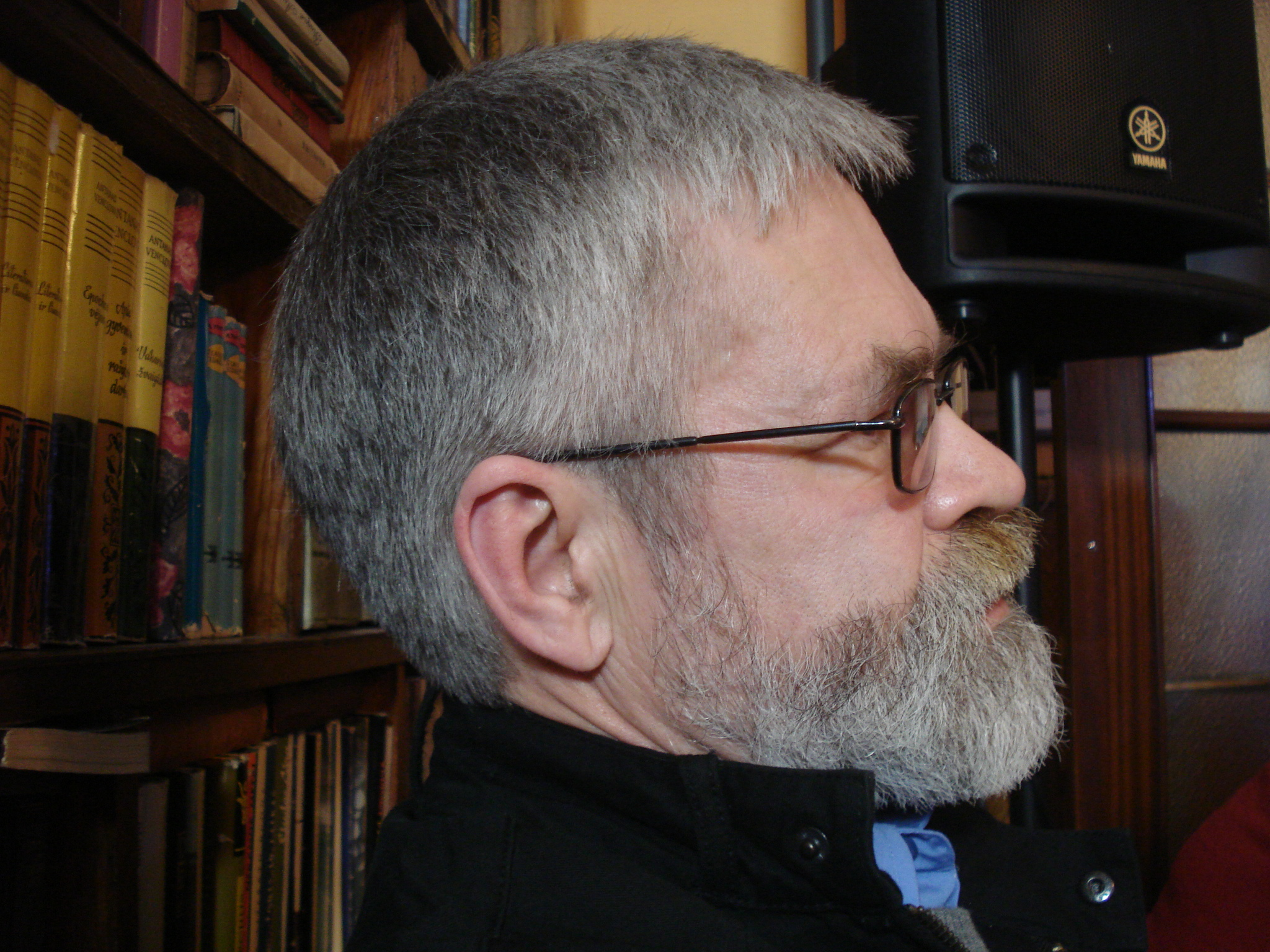
Владас Бразюнас (2012)

Выпустил дюжину книг стихотворений. Первая книга „Slenka žaibas“ (1983) была отмечена премия за лучший поэтический дебют (1984). Премию Саломеи Нярис получил за сборник „Ant balto dugno“ (1999). Рукопись поэмы „Karilionas tūkstančiui ir vienai aušrai“ («Карильон для тысячи и одной зари»; издана в 2003 году) в 2002 году победила в литературном конкурсе, посвящённом 750-летию Литовского Королевства. В 2003 году был награждён Ятвяжской премией за сборник стихотворений на литовском и французском (перевод Гяновайте Дручкуте) языках „Būtasis nebaigtinis. Imparfait“ (2003), а также перевод на литовский язык сборника стихотворений Алиции Рыбалко („Eilėraščiai. Wiersze“, 2003) и составление и подготовку к печати посмертного сборника Раймондаса Йонутиса „Aušra kambary be langų“ (2003).
По мнению критика Вилюса Гужаускиса, стихотворения Бразюнаса обладают своим собственным стилистическим кодом, в котором звукопись несёт смысловое наполнение.
С русского языка перевёл документальную повесть Ю. Н. Щербака «Чернобыль» (1990) и стихи Лены Элтанг. Переводил поэзию Улдиса Берзиньша, Кнутса Скуениекса, Яниса Рокпелниса с латышского языка, Алиции Рыбалко и Эльжбеты Мусял — с польского, Сергея Прилуцкого и Леонида Дранько-Майсюка — с белорусского. В 2002 году за переводы украинской поэзии удостоен премии литовско-украинского Фонда Тараса Шевченко. Переведённый Бразюнасом роман Лены Элтанг «Каменные клёны» („Akmeniniai klevai“) голосованием читателей был признан лучшей переводной книгой Литвы 2012 года. 
Стихи Владаса Бразюнаса переводились на английский, белорусский, болгарский, грузинский, немецкий, польский, словенский, турецкий, украинский, французский и другие языки. На русский язык поэзию Бразюнаса переводили Виталий Асовский, Георгий Ефремов, Валерий Изегов, Лена Элтанг.

## Награды и звания
- Премия Зигмаса Геле за лучший поэтический дебют (1984; книга „Slenka žaibas“)[4]
- Премия Саломеи Нярис за сборник „Ant balto dugno“ (1999)
- Премия Фонда Тараса Шевченко за переводы украинской поэзии (2002)
- Ятвяжская премия за сборник стихотворений на литовском и французском языках „Būtasis nebaigtinis. Imparfait“, перевод на литовский язык сборника стихотворений Алиции Рыбалко („Eilėraščiai. Wiersze“, составление и подготовку к печати сборника Раймондаса Йонутиса „Aušra kambary be langų“ (2003)
- Памятный знак за личный вклад в развитие трансатлантических отношений Литвы и по случаю приглашения Литовской Республики в НАТО (2003)[5]
- Крест Признания 4 степени за укрепление дружбы и сотрудничества Латвии и Литвы (2011, Латвия)
- Медаль Балтийской ассамблеи за вклад в укрепление единства и сотрудничества балтийских стран (2011)
- Национальная премия Литвы в области культуры и искусства (2013)[6]
- Кавалер ордена «За заслуги перед Литвой» (2013)[7]
- Литературная премия имени Бернардаса Бразджёниса (2013) за книгу стихов („Fontes amoris“; размер премии составляет 10 тысяч литов.[8][9]
- Премия Балтийской ассамблеи в области литературы (2017)

## Книги
- Slenka žaibas: eilėraščiai. Vilnius: Vaga, 1983.
- Voro stulpas: eilėraščiai. Vilnius: Vaga, 1986.
- Suopiai gręžia dangų: eilėraščiai. Vilnius: Vaga, 1988.
- Užkalbėti juodą saują: eilėraščiai. Vilnius: Vaga, 1989.
- Išeinančios pušys: eilėraščiai. Vilnius: Vyturys, 1992.
- Alkanoji linksniuotė: eilėraščiai. Vilnius: Vaga, 1993.
- Užkalinėti: eilėraščiai Vilnius: Vaga, 1998.
- Ant balto dugno: eilėraščiai. Vilnius: Lietuvos rašytojų sąjungos leidykla, 1999.
- lėmeilėmeilėmeilė: eilėraščiai. Vilnius: Vaga, 2002.
- Karilionas tūkstančiui ir vienai aušrai: poema. Vilnius: Kronta, 2003.
- Būtasis nebaigtinis: poezija. Vilnius: Petro ofsetas, 2003.
- Iš naminio audimo dainos: kompozicija poeto balsui ir skambančiai gausai: eilėraščiai. Vilnius: Kronta, 2005.
- Vakar yra rytoj: eilėraščiai. Vilnius: Lietuvių literatūros ir tautosakos institutas, 2007.
- Vladas Braziūnas. Fontes amoris. — Vilnius: Petro ofsetas, 2012. — С. 96. — ISBN 978-609-420-243-8.

### Переводы
- U. Bērziņš. Kukaiņu soĮi. Vabzdžių žingsniai: poezija. sudarė Kęstutis Nastopka. Vilnius: Baltos lankos, 1997.
- K. Skujenieks. Aš esu toli viešėjęs: eilėraščių rinktinė, 1963—2003. Vilnius: Lietuvos rašytojų sąjungos leidykla, 2004.
- J. Rokpelnis. Lyrika. Vilnius: Petro ofsetas, 2005.
- A. Rybalko. Eilėraščiai: rinktinė lenkų ir lietuvių kalbomis. Vilnius: Lietuvos rašytojų sąjungos leidykla, 2003.
- Lena Eltang. Akmeniniai klevai / Iš rusų kalbos vertė Vladas Braziūnas. — Vilnius: Vaga, 2011. — С. 372. — ISBN 978-5-415-02233-5.